# Poisson-clown du Pacifique
Amphiprion percula
Espèce
Le poisson-clown du Pacifique (Amphiprion percula) est un poisson-clown appartenant à la famille des Pomacentridae.

## Description
C'est un petit poisson-clown orangé, mais parfois teinté de brun-noir sur le dos. Il est caractérisé par les trois bandes blanches bordées de noir qui le barre verticalement au niveau de l'opercule, entre les deux dorsales et autour du pédoncule caudal. Il mesure 8 cm. La bande médiane est plus large et porte généralement une avancée ronde s'approchant des pectorales. Toutes les nageoires se terminent par un liseré noir.

## Mode de vie
Il vit dans des anémones de mer ou parfois des coraux et semble insensible à leurs piqures.
Pour ce faire, il se frotte sur le pied de celle-ci et mélange son mucus au sien.
Ainsi, l'anémone ne l'identifie pas comme une proie/menace potentielle.
Il pond ses œufs sur un substrat solide, généralement sous la protection de l'anémone.

## Culture

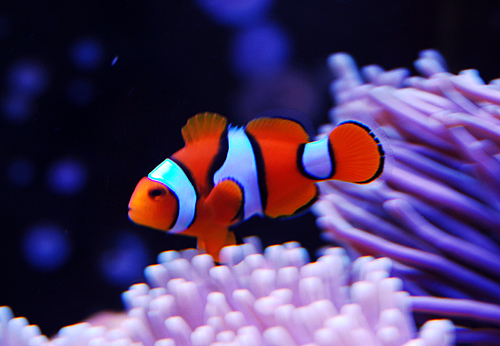
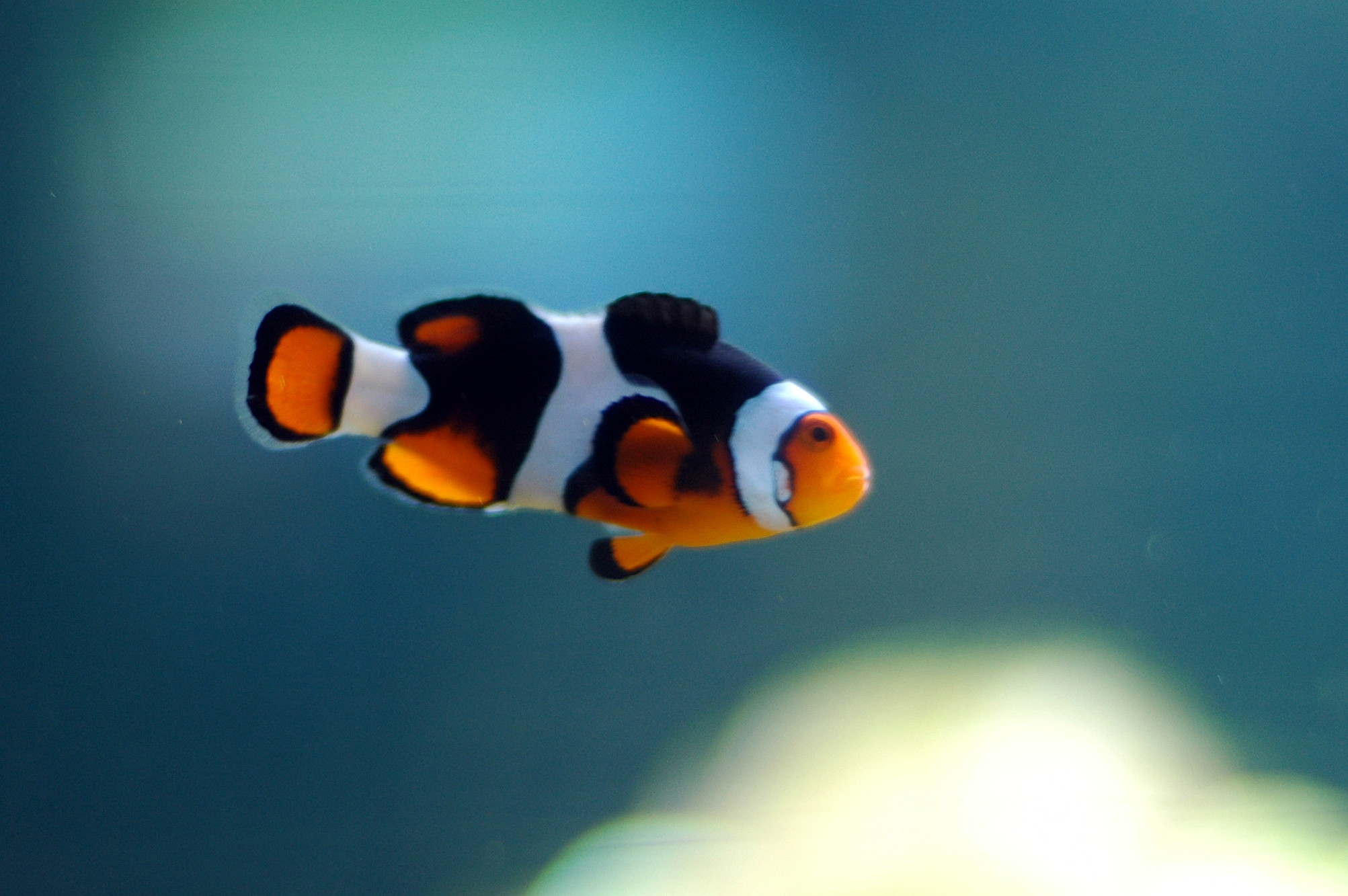
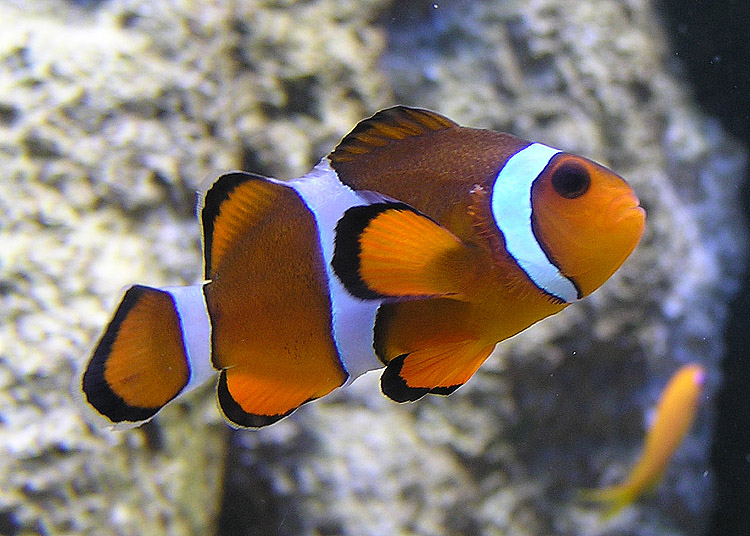

Le poisson-clown du Pacifique est le personnage principal du film d'animation Le Monde de Némo des studios Pixar, sorti en 2003.[réf. nécessaire]